# Stefan Tomasz Kwiatkowski
Stefan Tomasz Kwiatkowski – polski psycholog i pedagog, doktor habilitowany nauk społecznych, profesor Chrześcijańskiej Akademii Teologicznej w Warszawie.

## Życiorys
W 2010 ukończył studia psychologiczne w Szkole Wyższej Psychologii Społecznej w Warszawie. W 2012 na podstawie napisanej pod kierunkiem Joanny Madalińskiej-Michalak rozprawy pt. Uwarunkowania wyboru zawodu nauczyciela uzyskał na Wydziale Nauk Pedagogicznych Akademii Pedagogiki Specjalnej im. Marii Grzegorzewskiej w Warszawie stopień doktora nauk humanistycznych w dyscyplinie pedagogika. W 2019 na podstawie osiągnięć naukowych, w tym monografii pt. Uwarunkowania skuteczności zawodowej kandydatów na nauczycieli wczesnej edukacji. Studium teoretyczno-empiryczne nadano mu na Wydziale Studiów Edukacyjnych Uniwersytetu im. Adama Mickiewicza w Poznaniu stopień doktora habilitowanego nauk społecznych w dyscyplinie pedagogika w specjalności pedeutologia.
Został adiunktem Wydziału Teologicznego, następnie Wydziału Pedagogicznego Chrześcijańskiej Akademii Teologicznej w Warszawie, przekształconego w roku 2019 w Wydział Nauk Społecznych Chrześcijańskiej Akademii Teologicznej. W 2020 roku został profesorem uczelni na Wydziale Nauk Społecznych Chrześcijańskiej Akademii Teologicznej w Warszawie.